# Ramon Cugat Bertomeu
Ramon Cugat Bertomeu (L'Aldea, Baix Ebre, 25 d'agost de 1950) és un metge especialista en cirurgia ortopèdica i traumatologia amb prestigi internacional especialment al món de l'esport. Expert en lesions de genoll. Pioner a l'Estat Espanyol en operacions d'artroscòpia. Va ser membre de l'equip de cirurgians ortopedes en els Jocs Olímpics de Barcelona 1992. Des de principis del 2000 utilitza Plasma Ric en Factors de Creixement en els seus tractaments i des de 2013 cèl·lules mare en la reparació de lesions de lligament encreuat anterior i cartílag.
Durant tota la seva vida professional ha estat lligat a la Mutualitat Catalana de Futbolistes on ha operat a milers de jugadors de totes les categories. També al Futbol Club Barcelona. Entre els futbolistes més coneguts que ha tractat estan: Pep Guardiola, Xavi Hernàndez, Samuel Eto'o, Mikel Arteta, Cesc Fàbregas, Andrés Iniesta, Carles Puyol, David Silva, David Villa o Fernando Torres.
Ha treballat en hospitals d'Espanya, Anglaterra i Estats Units. Actualment és co-director del Departament de Cirurgia Ortopèdica i Traumatologia de la Clínica Quirón de Barcelona, President del Patronat de la Fundació García Cugat per a la recerca biomèdica i President del Consell Mèdic de la Mutualitat Catalana de Futbolistes de la Real Federació Espanyola de Futbol.
És professor associat de la Facultat de Medicina de la Universitat de Barcelona i de la Universitat CEU Cardenal Herrera de València, i co-director de la Càtedra de Medicina i Cirurgia Regenerativa creada en 2013 per la Fundació García Cugat i la Universitat CEU Cardenal Herrera de València. També pertany a l'equip internacional de professorat de la Societat Internacional d'Artroscòpia, Cirurgia de Genoll i Traumatologia de l'Esport (ISAKOS). El juny de 2016 es va incorporar com a membre numerari de la Reial Acadèmia Europea de Doctors amb el discurs "Futbol i lesions de menisc".

## Biografia
El seu pare era pagès i volia que el seu fill continués la tradició de treballar al camp, però als 15 anys, a 1965, es trasllada a Barcelona, aconsegueix una prova per jugar en el juvenil del FC Barcelona i s'incorporà a l'equip amb el qual va jugar fins a 1971.
En 1969 es matricula en la Facultat de Medicina de la Universitat de Barcelona i comença a endinsar-se en la medicina esportiva de la mà del Dr. José García Cugat, fundador de l'Associació Espanyola d'Artroscòpia.
En 1975 es llicencia en medicina i cirurgia. En 1978 es doctora i en 1979 obté el títol d'especialista en cirurgia ortopèdica i traumatologia.
També en 1979 realitza la seva primera especialització a Anglaterra.
En 1980 inicia la seva col·laboració amb el Dr. Bertram Zarins, Cap de la Unitat de Medicina Esportiva de l'Hospital General de Massachusetts, Harvard Universitat de Boston (EUA).
En 1990 és nomenat professor associat de la Facultat de Medicina de la Universitat de Barcelona.
En 1991 és nomenat metge traumatòleg de l'equip de futbol americà Barcelona Dragons.
De 1992 al 2004 treballa com a assistent mèdic en el Departament de Traumatologia i Ortopèdia de l'Hospital del Mar de Barcelona dirigint la Unitat de Cirurgia Artroscòpica.
L'any 2007 s'incorporà a la Clínica Quirón de Barcelona assumint la co-direcció del Departament de Cirurgia Ortopèdica i Traumatologia on continua en l'actualitat.
Està casat amb la Dra. Montserrat Garcia Balletbó, especialista en anatomia patològica, centrada en la recerca de teràpies biològiques. Tenen tres fills: la Débora, la Carolina i el Pepe.

### Pioner en l'artroscòpia espanyola
El Dr. Ramon Cugat va aprendre artroscòpia a Anglaterra i Estats Units a la fi dels anys 70. Es va formar especialment a l'Hospital General de Massachusetts de la mà del Dr. Bertram Zarins amb el qual ha continuat col·laborant. Va ser soci fundador de l'Associació Espanyola d'Artroscòpia creada en 1982 i va presidir aquesta organització de 1993 a 1995.

### Professor internacional
De l'any 1989 a 1993 va ser membre de la Junta Directiva de la International Arthroscopy Association, organització que es va transformar en 1995 en la Societat Internacional d'Artroscòpia, Cirurgia de Genoll i Traumatologia de l'Esport (ISAKOS) a la qual Ramon Cugat pertany també des dels seus inicis col·laborant en els seus cursos de formació com a professor entre altres països a l'Índia, la Xina, Geòrgia, Letònia, Cuba, Brasil, Perú, Xile, Argentina i Turquia.
Des de 1999 el seu servei està reconegut com a Isakos-Approved Teacheng Center i cada any rep a Barcelona a nombrosos estudiants de tot el món per a la seva formació.

### Medicina regenerativa
Des de principis del 2000 inicia la recerca en medicina regenerativa i la seva aplicació en traumatologia amb factors de creixement de la mà dels Doctors Eduardo Anitua i Mikel Sánchez i s'ha convertit en un referent internacional en la seva aplicació.
La seva col·laboració amb equips de veterinaris -inicialment de València i Barcelona als quals s'han sumat grups de Canàries, Murcia i Andalusia- culmina en el 2007 amb la creació de la Fundació García Cugat el patronat de la qual presideix.
Des de 2010 a través de la Fundació García Cugat inicia una línia de recerca per a l'aplicació de cèl·lules mare en lesions del sistema múscul-esquelètic inicialment en animals que en el 2013 ja s'aplica en humana.

## Publicacions
Entre les publicacions sobre la utilització dels factors de creixement destaquen:
- Histological Study of the Influence of Plasma Rich in Growth Factors (PRGF) on the Healing of Divided Achilles Tendons in Sheep. J. Andrés Fernández-Sarmiento, Juan M. Domínguez, María M. Granados, Juan Morgaz, Rocío Navarrete, José M. Carrillo, Rafael J. Gómez-Villamandos, Pilar Muñoz Rascón, Juana Martín de Mulas, Yolanda Millán, Montserrat García Balletbó and Ramón Cugat. The Journal of Bone and Joint Surgery, Incorporated. 2013

- Healing of donor site in bone-tendon-bone ACL reconstruction accelerated with plasma rich in growth factors: a randomized clinical trial. Roberto Seijas, Marta Rius, Oscar Ares, Montserrat García Balletbó, Iván Serra, Ramón Cugat. Knee Surg Sports Traumatol Arthrosc. November 2013
- Controlled, blinded force platform analysis of the effect of intraarticular injection of autologous adipose-derived mesenchymal stem cells associated to PRGF-Endoret in osteoarthritic docs. Jose M Milar, Manuel Morales, Angelo Santana, Giuseppe Spinella, Mónica Rubio, Belen Cuervo, Ramón Cugat and Jose M. Carrillo. BMC Veterinary Research 2013
- Effect of autologous platelet-rich plasma on the repair of full-thickness articular defects in rabbits. Claudio Iván Serra, Carme Soler, José M. Carrillo, Joaquín J. Sopena, J.Ignacio Redondo, Ramón Cugat. Knee Surg Sports Traumatol Arthrosc. 2013
- Platelet-rich plasma for calcific tendinitis of the shoulder: a case report. Roberto Seijas, Oscar Ares, Pedro Álvarez, Xavier Cuscó, Montserrat García Balletbó, Ramón Cugat. Journal of Orthopaedic Surgery 2012
- Delayed union of the clavicle treated with plasma rich in growth factors. Roberto Seijas, Romen Y. Santana-Suárez, Montserrat GArcía Balletbó, Xavier Cuscó, Oscar Ares, Ramón Cugat. Acta Irtgio, Belg, 2010 76, 689-693. 2010
- Infiltrtion of plasma rich in growth factors for osteoarthritis of the knee short-term effects on function and quality of life. Ana Wang Saegusa, Ramón Cugat, Oscar Ares, Roberto Seijas, Javier Cuscó, Montserrat García Balletbó. Arch Orthop Trauma Surg. August 2010